# Национален парк „Берхтесгаден“
Национален парк „Берхтесгаден“ е национален парк в Германия, разположен в южната ѝ част до границата с Австрия. Обхваща земите на общини Рамзау бай Берхтесгаден и Шьонау ам Кьонигсзе, Свободна държава Бавария. Националният парк е основан през 1978 година, за да бъдат защитени живописните местности на Берхтесгаденските Алпи. Седалището на националния парк е в селището Берхтесгаден. През 1990 година паркът получава статут на Биосферен резерват под егидата на ЮНЕСКО.